# Qatar Classic
Le Qatar Classic est un tournoi de squash organisé à Doha, au Qatar. L'épreuve fait partie des PSA World Series, catégorie la plus prestigieuse.

## Palmarès

### Hommes
| Année | Champion                                                                  | Finaliste                                                                 | Score                                                                     |
| ----- | ------------------------------------------------------------------------- | ------------------------------------------------------------------------- | ------------------------------------------------------------------------- |
| 2024  | Diego Elías                                                               | Mostafa Asal                                                              | 12-10, 12-10, 14-12 (63 min)                                              |
| 2023  | Ali Farag                                                                 | Diego Elías                                                               | 15-13, 11-5, 8-11, 11-9 (69 min)                                          |
| 2022  | Mohamed El Shorbagy                                                       | Victor Crouin                                                             | 11-4, 11-6, 7-11, 11-8 (48 min)                                           |
| 2021  | Diego Elías                                                               | Paul Coll                                                                 | 13-11, 5-11, 13-11, 11-9 (83 min)                                         |
| 2020  | Ali Farag                                                                 | Paul Coll                                                                 | 11-8, 6-11, 11-9, 11-9 (61 min)                                           |
| 2019  | Pas de compétition en raison des Championnats du monde masculin 2019-2020 | Pas de compétition en raison des Championnats du monde masculin 2019-2020 | Pas de compétition en raison des Championnats du monde masculin 2019-2020 |
| 2018  | Ali Farag                                                                 | Simon Rösner                                                              | 11-9, 11-7, 11-5 (46 min)                                                 |
| 2017  | Mohamed El Shorbagy                                                       | Tarek Momen                                                               | 11-8, 10-12, 11-7, 11-7                                                   |
| 2016  | Karim Abdel Gawad                                                         | Mohamed El Shorbagy                                                       | 12-10, 15-13, 11-7                                                        |
| 2015  | Mohamed El Shorbagy                                                       | Grégory Gaultier                                                          | 11-5, 11-7, 5-11, 12-10                                                   |
| 2014  | Pas de compétition en raison des Championnats du monde masculin 2014      | Pas de compétition en raison des Championnats du monde masculin 2014      | Pas de compétition en raison des Championnats du monde masculin 2014      |
| 2013  | Mohamed El Shorbagy                                                       | Nick Matthew                                                              | 11-5, 5-11, 11-6, 6-11, 11-4,                                             |
| 2012  | Pas de compétition en raison des Championnats du monde masculin 2012      | Pas de compétition en raison des Championnats du monde masculin 2012      | Pas de compétition en raison des Championnats du monde masculin 2012      |
| 2011  | Grégory Gaultier                                                          | James Willstrop                                                           | 11-8, 11-7, 2-11, 11-8                                                    |
| 2010  | Karim Darwish                                                             | Amr Shabana                                                               | 8-11, 11-2, 11-7, 11-6                                                    |
| 2009  | Nick Matthew                                                              | Karim Darwish                                                             | 11-5, 12-10, 11-6                                                         |
| 2008  | Karim Darwish                                                             | Amr Shabana                                                               | 11-4, 11-5, 11-3                                                          |
| 2007  | Amr Shabana                                                               | Grégory Gaultier                                                          | 11-4, 8-11, 11-6, 11-5                                                    |
| 2006  | Ramy Ashour                                                               | David Palmer                                                              | 8-11, 11-9, 11-9, 11-6                                                    |
| 2005  | James Willstrop                                                           | David Palmer                                                              | 11-1, 11-7, 11-7                                                          |
| 2004  | Pas de compétition en raison des Championnats du monde masculin 2004      | Pas de compétition en raison des Championnats du monde masculin 2004      | Pas de compétition en raison des Championnats du monde masculin 2004      |
| 2003  | Lee Beachill                                                              | John White                                                                | 15-12, 15-5, 11-15, 12-15, 15-9                                           |
| 2002  | Peter Nicol                                                               | David Palmer                                                              | 15-9, 13-15, 15-6, 13-15, 15-7                                            |
| 2001  | Peter Nicol                                                               | David Palmer                                                              | 15-12, 15-5, 10-15, 12-15, 15-10                                          |
| 2000  | Pas de compétition                                                        | Pas de compétition                                                        | Pas de compétition                                                        |
| 1999  | Pas de compétition                                                        | Pas de compétition                                                        | Pas de compétition                                                        |
| 1998  | Pas de compétition                                                        | Pas de compétition                                                        | Pas de compétition                                                        |
| 1997  | Jonathon Power                                                            | Peter Nicol                                                               | 17-16, 15-13, 14-17, 9-15, 15-8                                           |
| 1996  | Jansher Khan                                                              | Rodney Eyles                                                              | 15-10, 15-7, 13-15, 15-10                                                 |
| 1995  | Jansher Khan                                                              | Rodney Eyles                                                              | 15-4, 15-9, 17-16                                                         |
| 1994  | Jansher Khan                                                              | Rodney Eyles                                                              | 15-5, 15-7, 15-2                                                          |
| 1993  | Jansher Khan                                                              | Rodney Martin                                                             | 15-7, 15-8, 15-9                                                          |
| 1992  | Jansher Khan                                                              | Chris Dittmar                                                             | 15-9, 14-15, 12-15, 15-6, 15-11                                           |

### Femmes
| Année | Championne                                                          | Finaliste                                                           | Score                                                               |
| ----- | ------------------------------------------------------------------- | ------------------------------------------------------------------- | ------------------------------------------------------------------- |
| 2024  | Nour El Sherbini                                                    | Nouran Gohar                                                        | 10-12, 5-11, 11-6, 11-9, 11-6 (96 min)                              |
| 2023  | Hania El Hammamy                                                    | Nour El Sherbini                                                    | 9-11, 11-9, 9-11, 11-9, 11-6 (84 min)                               |
| 2015  | Laura Massaro                                                       | Nour El Sherbini                                                    | 11-8, 12-14, 11-9, 8-11, 11-9                                       |
| 2014  | Pas de compétition en raison des températures trop élevées          | Pas de compétition en raison des températures trop élevées          | Pas de compétition en raison des températures trop élevées          |
| 2013  | Pas de compétition en raison des températures trop élevées          | Pas de compétition en raison des températures trop élevées          | Pas de compétition en raison des températures trop élevées          |
| 2012  | Pas de compétition en raison des températures trop élevées          | Pas de compétition en raison des températures trop élevées          | Pas de compétition en raison des températures trop élevées          |
| 2011  | Nicol David                                                         | Madeline Perry                                                      | 11-2, 11-7, 11-3                                                    |
| 2010  | Nicol David                                                         | Rachael Grinham                                                     | 11-5, 11-8, 11-9                                                    |
| 2009  | Jenny Duncalf                                                       | Rachael Grinham                                                     | 11-5, 11-3, 11-3,                                                   |
| 2008  | Nicol David                                                         | Natalie Grinham                                                     | 11-7, 11-3, 11-9                                                    |
| 2007  | Nicol David                                                         | Natalie Grainger                                                    | 9-6, 9-4, 10-9                                                      |
| 2006  | Nicol David                                                         | Natalie Grinham                                                     | 9-7, 2-9, 9-7, 9-2                                                  |
| 2005  | Vanessa Atkinson                                                    | Vicky Botwright                                                     | 9-7, 9-4, 9-2                                                       |
| 2004  | Vanessa Atkinson                                                    | Rachael Grinham                                                     | 9-4, 9-7, 9-6                                                       |
| 2003  | Natalie Grainger                                                    | Carol Owens                                                         | 10-9, 9-7, 9-10, 9-4                                                |
| 2002  | Pas de compétition en raison des Championnats du monde féminin 2002 | Pas de compétition en raison des Championnats du monde féminin 2002 | Pas de compétition en raison des Championnats du monde féminin 2002 |
| 2001  | Sarah Fitz-Gerald                                                   | Leilani Joyce                                                       | 9-0 9-2 9-1                                                         |